# Željko Sabol
 Ovo je glavno značenje pojma Željko Sabol. Za pravnika i grafologa. pogledajte Željko Sabol (1942.).
Željko Sabol (Bjelovar, 28. studenoga 1941. – Zagreb, 5. rujna 1991.) bio je hrvatski književnik, slikar, tekstopisac i autor šansona, likovni kritičar, leksikograf i povjesničar umjetnosti.

## Životopis
Željko Sabol rodio se u Bjelovaru 1941. godine. U rodnom gradu završio je gimnaziju, a diplomirao povijest umjetnosti i komparativnu književnost na Filozofskom fakultetu u Zagrebu 1967. godine. Bio je kustos Gradskog muzeja u Bjelovaru, jedan od utemeljitelja Ogranka Matice hrvatske Bjelovar, tajnik Izdavačkog odbora i urednik glasila Rusana. Antologijsku pjesmu Kad izgovorim tvoje ime, prvi put je objavio u Hrvatskom tjedniku, 1971. godine, zatim u prvom broju Rusana, glasila Ogranka Matice hrvatske Bjelovar. Kad je ta ista pjesma objavljena u čakovečkom Hrvatskom kolendaru, cjelokupna neprodana naklada je zabranjena, a protiv Željka Sabola, pokrenut je sudski proces, koji je zahvaljujući Igoru Mandiću i Juri Kaštelanu obustavljen. Odlazi šikaniran u Zagreb, gdje postaje umjetnički voditelj galerije Forum 1975., a kasnije urednik Likovne enciklopedije, Leksikografskog zavoda "Miroslav Krleža". Bio je član Matice hrvatske, Društva hrvatskih književnika i Hrvatskog centra PEN-a. 
Nagrižen ozbiljnom bolešću i jer nije mogao podnijeti velikosrpsku agresiju na Hrvatsku izvršio je samoubojstvo 1991. godine.
Pokopan je na starom bjelovarskom groblju sv. Andrije u Bjelovaru.

## Književno stvaralaštvo
Objavio je više knjiga pjesama, polemika i kritika. Za gimnazijskih dana objavljuje prvu pjesmu, prvu likovnu kritiku i prvi prikaz jedne knjige u lokalnim novinama, Bjelovarskom listu u kojemu je s prekidima surađivao sve do 1990. godine. Kao student bio je urednikom kulturne rubrike Studentskog lista i Poleta. Mnoge su njegove šansone uglazbljene (Ostala si uvijek ista, Stare ljubavi, Prijatelji stari, gdje ste, Proljeće bez tebe, Nije bilo lako, Samo simpatija i druge) a izvodili su ih poznati izvođači kao što su Mišo Kovač (album Uvijek ima nešto dalje), Tereza Kesovija, Gabi Novak, Ibrica Jusić. Arsen Dedić prvi je uglazbio Sabolove verse, a prvi izvođač jedne njegove pjesme, Pusti me da spavam, bila je Gabi Novak.

## Slikarsko stvaralaštvo
Već kao gimnazijalac uspješno se bavio slikanjem. Od sedam njegovih ulja na platnu, iz 1959. 
godine, četiri su u privatnom posjedu obitelji Barbalić iz Dobrinja te bjelovarskih i jedne zagrebačke obitelji, jedna od slika poklonjena je bjelovarskom muzeju.

## Kad izgovorim tvoje ime
| Kad izgovorim tvoje ime |
| --- |
| Kad izgovorim tvoje ime: HRVATSKA preda mnom je lice onog koji se podrijetla svoga odrekao pa ostaje sam na putu, zatravljen pred ponorima ne sjeća se svojih mrtvih, onih što su sve iskusili nevjeru i omču, kajanje i prijetnju i slijedi slijepo sunce što se zorom diže nad tvoje gluhe uvale, nad tvoje prazne kolijevke nikada u tvome srcu nije bilo toliko nesreće nikada u tvome tijelu nije bilo toliko metaka nikada u tvojim snovima nije bilo manje ljubavi za prah iz koga iznikosmo i koji će nas jednom natrag pozvati. Kad izgovorim tvoje ime: HRVATSKA tu čudnu riječ što stoljećima sam je samo sricao i pođem bosonog kroz tvoje šume, hridi, šikarje kuće bez ljudi, posjed bez gospodara sakrivat ću se kao uhoda i mahovinu naći da me ne bi korak odao pred došljacima koji sretni u pijanstvu ne žele ništa znati, ništa čuti, ništa vidjeti i kada trijezni budu neće se zapitati odakle teku tvoje rijeke i u koji se ocean slijevaju još samo jednom javit ću se glasom i znati da je prošao moj vijek. Kad izgovorim tvoje ime: HRVATSKA umjesto bajke preda mnom se prostire pustinja strah i varka, ili smijeh u vječnom zaboravu napustiti ću gradove i živjeti gdje nema ljudske stope domahujući konjanicima koji silaze s vrha planine govor njihov, sastavljen od zapovijesti, ne mogu razumjeti mi ostajemo oči u oči i uvijek ćemo tako ostati jer molitva i kletva jednako su teške a vrijeme prije sna i vrijeme kad se gube prijatelji već je tako blizu da me topot taj zaglušuje ja sadih stabla, a oni nose crne sjekire i traže mjesta na kojima je bila zapisana istina o zemlji gdje ni cvijeće više rasti ne može. Kad izgovorim tvoje ime: HRVATSKA grane se uznemire i zmija pojavi iz mojih njedara za ugriz pravi čas, svi tragovi su već u prašini a gorka kap na ovoj usni dovoljna je da me omami ja te prizivam, i otkrivam u nedaćama koje me okružuju, pretvarajući čitav svijet u sjenu tvoga lika, sazdanog od kamena i soli hladnoća je već tolika da se naše ruke jedva pokreću u očima bez sjaja naziremo strane svijeta a ja ne znam kamo da se vratim jer što je jučer bilo danas više nema važnosti na ovom otoku gdje u nekom zaklonu nas čeka posljednji dio zakopanog blaga: SRETNA HRVATSKA. Željko Sabol (1971). |

## Spomen
- Na zgradi Gimnazije u Bjelovaru, Matica hrvatska postavila mu je spomen-ploču.
- U rujnu 2008. godine na Trgu hrvatskih branitelja u Bjelovaru postavljena je skulptura Pjesnik pjesniku, autora Simonea Becka Mocennia posvećena Željku Sabolu.

## Djela
- Dio po dio, Mladost, Zagreb, 1963.
- Opreke, Mladost, Zagreb, 1966.
- Kao krug na vodi,  Studentski centar Sveučilišta u Zagrebu, Zagreb, 1969.
- Krila teška krila, August Cesarec, Zagreb, 1975.
- Sve je skriveno u tvome imenu: soneti, vlastita naklada, Zagreb, 1979.

Posmrtno
- Bez nas, (Izabrane pjesme, priredio Milan Mirić), Erasmus naklada, Zagreb, 1997.
- Lelek ispod ruševina, (Izabrane pjesme, priredio Davor Šalat), Riječ, Vinkovci, 2005.
- Antologijske pjesme Željka Sabola katalog izložbe: uz 70. obljetnicu pjesnikova rođenja, (autorica izložbe i teksta Tina Gatalica), Narodna knjižnica "Petar Preradović", Bjelovar, 2011.

## Nagrade
- 1958.: Prva nagrada za poeziju, na natječaju zagrebačkoga srednjoškolskog lista Polet.[1]

## Vanjske poveznice
- Josip Bratulić, U spomen Željku Sabolu (1941–1991). Zaljubljenik u Hrvatsku  Arhivirana inačica izvorne stranice od 1. lipnja 2017. (Wayback Machine). Vijenac, broj 197, 20. rujna 2001.